# Cárcar
Cárcar ist eine nordspanische Kleinstadt und eine Gemeinde (municipio) mit 1.140 Einwohnern (Stand: 2024) im Süden der Autonomen Gemeinschaft Navarra.

## Lage und Klima
Cárcar liegt gut 50 km (Fahrtstrecke) südsüdwestlich von Pamplona bzw. ca. 38 km ostsüdöstlich von Logroño in einer Höhe von ca. 415 m am Río Ega. Das Klima ist gemäßigt bis warm; Regen (ca. 600 mm/Jahr) fällt überwiegend im Winterhalbjahr.

## Bevölkerungsentwicklung
| Jahr      | 1970 | 1981 | 1991 | 2001 | 2011 | 2021 |
| Einwohner | 1408 | 1287 | 1242 | 1264 | 1161 | 1120 |

Trotz der Reblauskrise im Weinbau, der zunehmenden Mechanisierung der Landwirtschaft, der Aufgabe bäuerlicher Kleinbetriebe und der daraus resultierenden Arbeitslosigkeit auf dem Lande sind die Bevölkerungszahlen seit der zweiten Hälfte des 20. Jahrhunderts im Wesentlichen stabil geblieben.

## Sehenswürdigkeiten
- Michaeliskirche (Iglesia de San Miguel)
- Marienkapelle
- Barbarakapelle

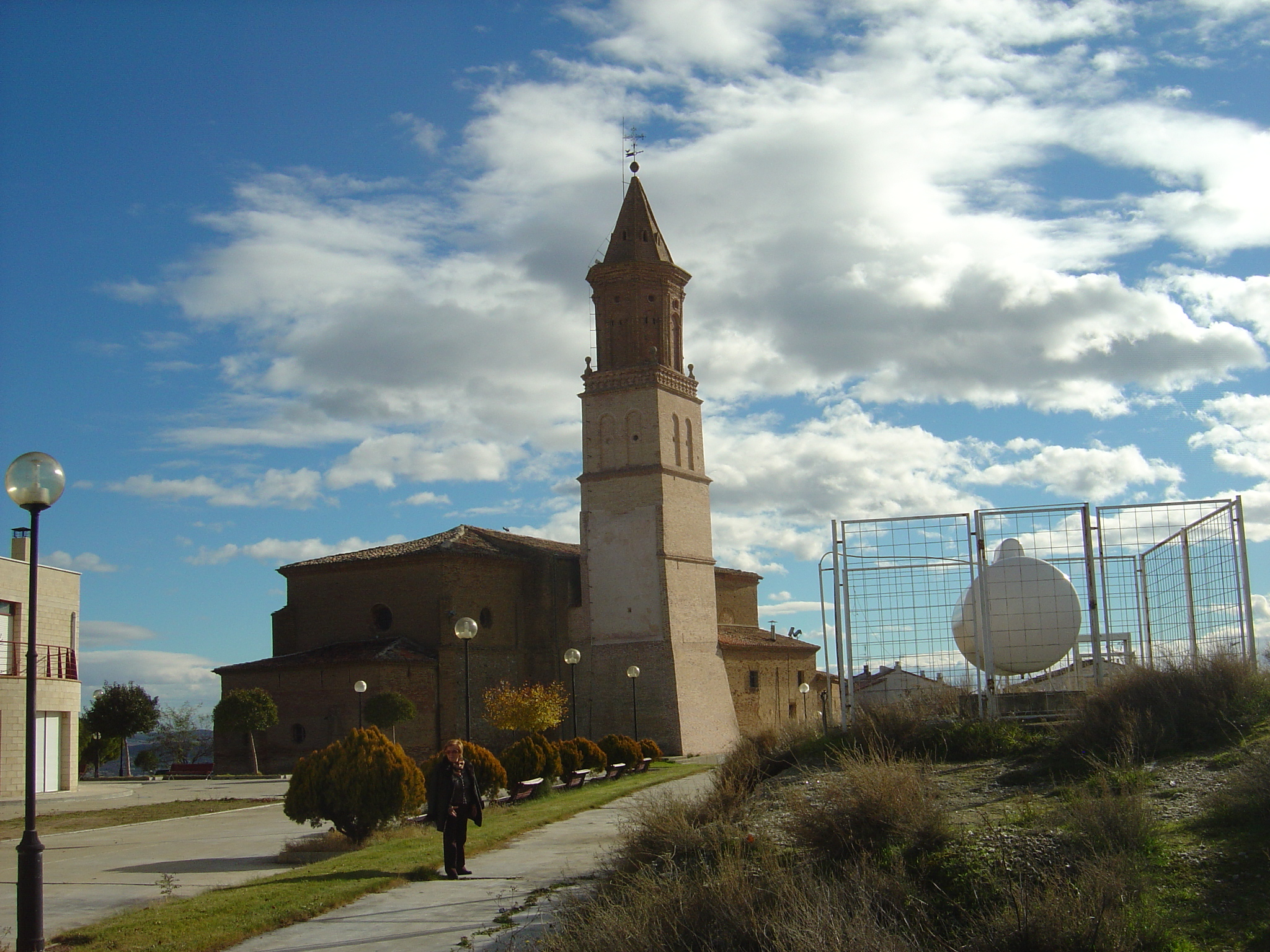
Michaeliskirche
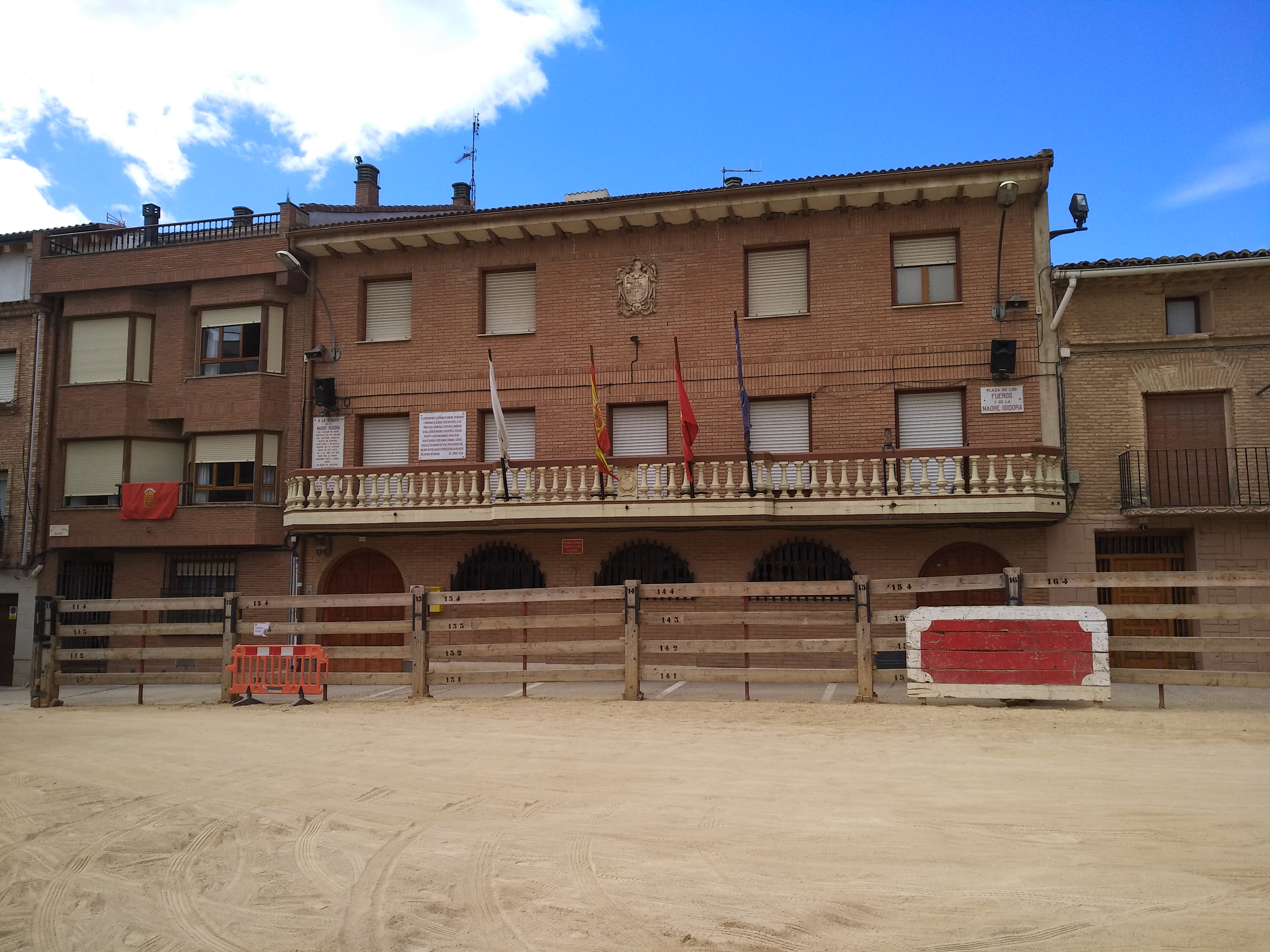
Rathaus

## Persönlichkeiten
- Eusebio Ignacio Hernández Sola (* 1944), Augustiner, Bischof von Tarazona 2011–2022